# 2-й Бісеровський Участок
2-й Бі́серовський Уча́сток (рос. 2-й Бисеровский Участок) — селище у складі Богородського міського округу Московської області, Росія.

## Населення
Населення — 64 особи (2010; 81 у 2002).
Національний склад (станом на 2002 рік):
- росіяни — 72  %